# Iiyama (przedsiębiorstwo)
Iiyama Corporation (jap. 株式会社 iiyama Kabushiki-gaisha iiyama) – japońskie przedsiębiorstwo elektroniczne produkujące monitory i odbiorniki telewizyjne.

## Historia
- 1973: Przedsiębiorstwo zostało założone przez Kazuro Katsuyama jako Iiyama Electric Co. Ltd. w Iiyama w prefekturze Nagano
- 1976: Rozpoczyna się produkcja odbiorników telewizyjnych w zakładach
- 1980: W zakładach rozpoczęto montaż monitorów wykorzystywanych do gier wideo
- 1990: Otwarcie iiyama North America w Filadelfii, w Stanach Zjednoczonych
- 1991: Otwarcie w Amsterdamie iiyama Electric B.V. jako europejskiej centrali dystrybucyjnej
- 1993: Otwarcie iiyama UK Ltd. w Stevenage pod Londynem oraz iiyama Electric GmbH w Feldkirchen pod Monachium
- 1994: Otwarcie iiyama North America Inc. W Costa Mese, Kalifornia i iiyama Electric SARL. W Paryżu oraz iiyama Europe Ltd. w Londynie.
- 1999: Otwarcie iiyama Nordic W Szwecji oraz oddziałów w Polsce i Czechach[1].